# 君はそれで素晴らしい/AKA
『君はそれで素晴らしい/AKA』（きみはそれですばらしい/あか）は、ナイトdeライトの3枚目のシングル。

## 概要
2013年4月1日に発売。前作『家』から約1年11ヶ月振りのシングル。
ナイトdeライト初で唯一の両A面シングル。
2013年2月14日、ニューシングル「君はそれで素晴らしい/AKA」を4月1日にリリースすることと、ツアー日程を発表。

## 収録曲

### リスト
| #         | タイトル                            | 作詞       | 作曲・編曲 | 時間 |
| --------- | ----------------------------------- | ---------- | ---------- | ---- |
| 1.        | 「AKA」                             | 長沢紘宣   | 長沢紘宣   | 4:37 |
| 2.        | 「君はそれで素晴らしい」            | 長沢紘宣   | 長沢紘宣   | 3:48 |
| 3.        | 「終わらない夢−みんなの夢version−」 | 三橋恵之矩 | 三橋恵之矩 | 4:43 |
| 合計時間: | 合計時間:                           | 13:08      |            |      |

### 収録曲について
1. AKA
作詞/作曲:長沢紘宣
北海道いのちの電話チャリティソング
「引きこもり」と「朱にいあ交われば赤くなる」をテーマにした歌。
2. 君はそれで素晴らしい
作詞/作曲:長沢紘宣
北海道いのちの電話チャリティソング
元々は「hide-c」に提供するために制作された曲だったという[3]。
ライブではほぼ必ず演奏されるナイトdeライトの代表曲の一つ。
3. 終わらない夢-みんなの夢version-
作詞/作曲:三橋恵之矩
2012年 コンサドーレ札幌公式サポートソング
ライブではアンコール曲として演奏されることが多い。
2012年、石屋製菓「白い恋人」テレビCM
コンピレーションアルバム「LET'S ROCK 2012」には別バージョンが収録されている。

## アディショナルミュージシャン
| ミュージシャン | 担当                                       | 参加トラック |
| -------------- | ------------------------------------------ | ------------ |
| 遠藤稔         | ストリングス、エフェクトプログラム、ピアノ | M-1~3        |

## レコ発ワンマンツアー『朱に交わればAKAくなる』
|   | 開催日        | 開催地 | 会場        |
| - | ------------- | ------ | ----------- |
| 1 | 2013年3月29日 | 札幌   | cube garden |
| 2 | 2013年4月13日 | 沖縄   | SALT&PEPPER |
| 3 | 2013年4月19日 | 名古屋 | P-Rock      |
| 4 | 2013年4月20日 | 京都   | KIU         |
| 5 | 2013年5月3日  | 東京   | GUILTY      |
| 6 | 2013年5月10日 | 大阪   | FANJ twice  |
| 7 | 2013年5月11日 | 香川   | BISEHALL    |